# Liste von Persönlichkeiten der Stadt North Vancouver
Diese Liste zählt Personen auf, die in der kanadischen Stadt North Vancouver geboren wurden oder für das öffentliche bzw. kulturelle Leben der Stadt eine besondere Bedeutung besitzen.

## Söhne und Töchter der Stadt Vancouver

### 19. Jahrhundert
- Dan George (1899–1981), Indianerhäuptling und Schauspieler

### 20. Jahrhundert

#### 1901–1950
- Lindsay Sparkes (* 1950), Curlerin

#### 1951–1960
- Stephen Arthur Jensen (* 1954), römisch-katholischer Bischof
- Steve Clippingdale (* 1956), Eishockeyspieler
- Lisa Smedman (* 1959), Fantasy- und Science-Fiction-Autorin

#### 1961–1970
- Bruce Harwood (* 1963), Schauspieler
- Craig Pedersen (* 1965), Basketballspieler und -trainer
- Ingrid Jensen (* 1966), Jazztrompeterin
- Samantha Ferris (* 1968), Schauspielerin
- Charles Montgomery (* 1968), Schriftsteller und Fotojournalist
- Jason Priestley (* 1969), Schauspieler
- Dave Tomlinson (* 1969), Eishockeyspieler

#### 1971–1980
- Brent Olynyk (* 1971), Badmintonspieler
- Françoise Yip (* 1972), Schauspielerin
- Trevor Guthrie (* 1973), Sänger
- Jarred Blancard (* 1973), Schauspieler
- Todd Simpson (* 1973), Eishockeyspieler
- Leah Cairns (* 1974), Schauspielerin
- Morgan Finlay (* 1974), Singer-Songwriter
- Tyron Leitso (* 1976), Schauspieler
- Steve Kariya (* 1977), Eishockeyspieler
- Maëlle Ricker (* 1978), Snowboarderin
- Laurell Barker (* 1979), Songwriterin
- Nicole McKay (* 1979), Schauspielerin
- Anna Rice (* 1980), Badmintonspielerin

#### 1981–1990
- Myles Ferguson (1981–2000), Fernseh- und Filmschauspieler
- Marie-Soleil Beaudoin (* 1982), kanadische Fußballschiedsrichterin
- Kirsty Jahn (* 1983), Triathletin
- Doug Lynch (* 1983), Eishockeyspieler
- Mercedes Nicoll (* 1983), Snowboarderin
- Cam Paddock (* 1983), Eishockeyspieler
- Clare Rustad (* 1983), Fußballspielerin
- Jen und Sylvia Soska (* 1983), Filmregisseurinnen, Filmproduzentinnen, Schauspielerinnen und Drehbuchautorinnen
- Manuel Osborne-Paradis (* 1984), Skirennläufer
- Matt Siddall (* 1984), Eishockeyspieler
- Robbie Dixon (* 1985), Skirennläufer
- Andrea Proske (* 1986), Ruderin
- Jane Channell (* 1988), Skeletonpilotin
- Ben Maxwell (* 1988), Eishockeyspieler
- Martin Jones (* 1990), Eishockeytorwart

#### 1991–1999
- Kevin Reynolds (* 1990), Eiskunstläufer
- Emma Lunder (* 1991), Biathletin
- Max Reinhart (* 1992), Eishockeyspieler
- Marielle Thompson (* 1992), Freestyle-Skierin
- Jordan Weal (* 1992), Eishockeyspieler
- Colton Sissons (* 1993), Eishockeyspieler
- Sam Reinhart (* 1995), Eishockeyspieler
- Brodie Seger (* 1995), Skirennläufer
- Cameron Alexander (* 1997), Skirennläufer
- Riley Seger (* 1997), Skirennläufer
- Kyle Alexander (* 1999), Skirennläufer

### 21. Jahrhundert
- Nina Jobst-Smith (* 2001), Eishockeyspielerin
- Connor Bedard (* 2005), Eishockeyspieler

## Personen mit Beziehung zur Stadt
- Hugh Nelson (1830–1893), Geschäftsmann, Politiker und vierter Vizegouverneur dieser Provinz; führte hier ein Sägewerk.